# 홋타 마사루
홋타 마사루(일본어: 堀田勝, 1980년 3월 17일 ~ )는 일본의 배우, 성우이다.

## 출연 작품

### TV 애니메이션
2002년
- 진 여신전생 데빌칠드런 Light & Dark(슌)

2006년
- 가정교사 히트맨 리본!(레오나르도 릿피)